# Stefan Chrząstowski
Stefan Chrząstowski Paszkowicz herbu Lubicz odmienny (zm. w 1648 roku) – instygator Wielkiego Księstwa Litewskiego w 1637 roku, ciwun birżyniański w latach 1647-1648, podstoli żmudzki w latach 1645-1648, surogator grodzki żmudzki w 1647 roku, sekretarz Jego Królewskiej Mości.
Poseł na sejm 1638 roku, sejm 1645 roku, sejm 1646 roku, sejm 1647 roku.